# Mellicta aquilari
Mellicta aquilari är en fjärilsart som beskrevs av Querci 1932. Mellicta aquilari ingår i släktet Mellicta och familjen praktfjärilar. Inga underarter finns listade i Catalogue of Life.